# Park des 800. Jahrestages

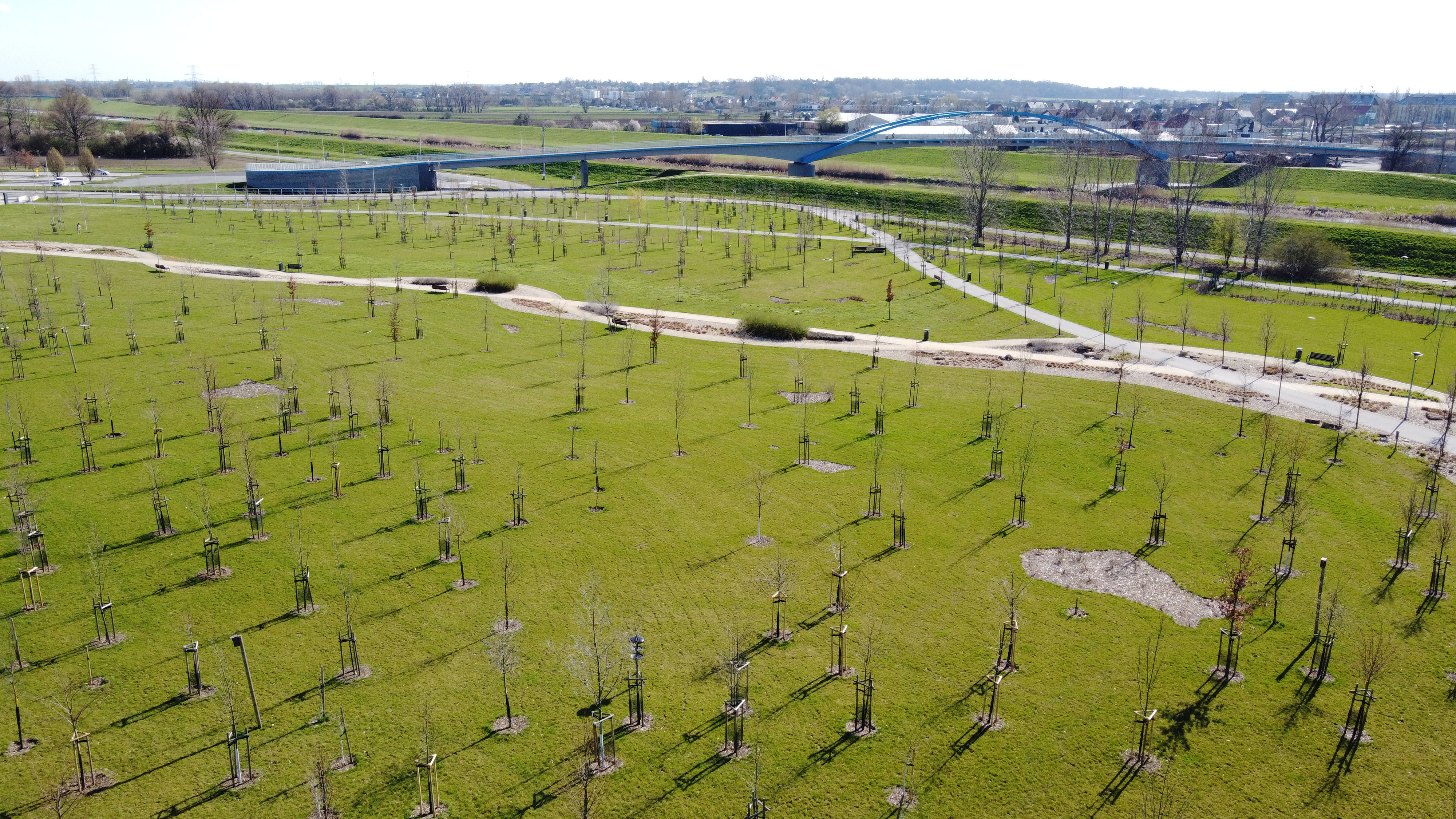
Luftbild des Parkes mit Fuß- und Radbrücke

Der Park des 800. Jahrestages  (polnisch: Park 800-lecia) ist ein zehn Hektar großer öffentlicher Park in Opole (Oppeln), der 2020 eröffnet wurde. Er befindet sich zwischen der Oder, der Winske und dem Flutkanal.

## Geschichte

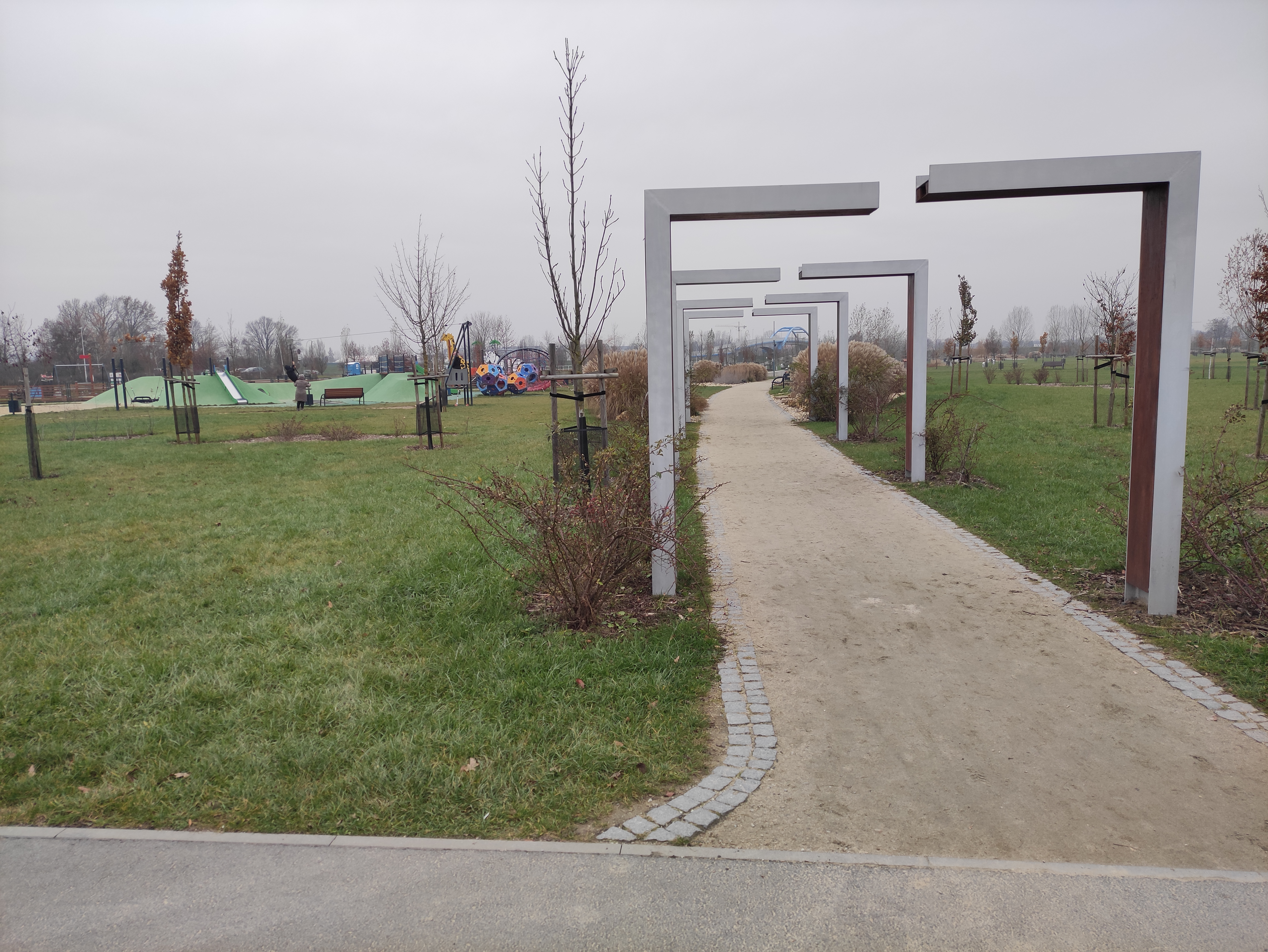
Park des 800. Jahrestages (2022)

2018 wurden Pläne und Visualisierungen vorgestellt. Im Frühling 2019 begannen die Bauarbeiten, bis Ende 2019 waren diese größtenteils abgeschlossen. Der neue Park entstand auf einer zuvor landwirtschaftlich genutzten Fläche. Es entstand ein neues Wegenetz mit Sitzbänken und zahlreiche Sträucher und 2700 Bäume wurden gepflanzt, sowie ein Gedenkhain angelegt, der mit Informationsstelen ausgestattet wurde, um über bedeutende Persönlichkeiten zu informieren. Blumenwiesen wurden angelegt. Im Frühling 2020 wurden die letzten Arbeiten durchgeführt. 2020 wurde der Park offiziell für die Öffentlichkeit freigegeben. Wegen der Corona-Pandemie ohne offizielle Feierlichkeiten. Seinen Namen erhielt er zum Gedenken an den 800. Jahrestag der Stadt Opole/Oppeln, seit der Stadtgründung im Jahr 1217. Ursprünglich sollte der Park auch bereits 2017 als Teil der Feierlichkeiten angelegt werden. Der Kauf der Grundstücke war einer der Gründe, für die verschobene Realisierung. Für eine bessere Anbindung wurde zudem eine Brücke für Fußgänger und Radfahrer über den Flutkanal gebaut.
Der größte Spielplatz der Stadt wird hier derzeit gebaut. Ein Teil richtet sich an Kinder, ein weiterer Teil ist für Erwachsene vorgesehen. Außerdem ist ein Bewegungsparcours vorgesehen.
Um die Parkbäume regelmäßig gießen zu können, sollen derzeit für die Bewässerung vier Brunnen gebohrt werden.